# Wettbewerbsstandard Architektur
Die Wettbewerbsstandard Architektur (WSA 2010) ist eine von der Bundeskammer der Architekten und Ingenieurkonsulenten herausgegebene Regelung zur Durchführung von Architekturwettbewerben in Österreich. Die aktuell gültige Fassung trat am 1. Juni 2010 in Kraft.

## Geschichte
Der Wettbewerbsstandard Architektur geht zurück auf eine lange Tradition an Regelungen für Architekturwettbewerbe. Der Österreichische Ingenieur- und Architekten-Verein beginnt 1874 mit der Herausgabe der Grundsätze für das Verfahren bei Wettbewerben im Gebiete der Architektur und des gesamten Ingenieur-Wesens. Die Zentralvereinigung der Architekten Österreichs stellt ab 1910 Grundsätze für die Durchführung von Architekturwettbewerben auf. Nach dem Zweiten Weltkrieg geben die Architektensektionen der Österreichischen Ingenieurkammern 1953 die Wettbewerbsordnung der Architekten heraus, welche 1988 von der Bundes-Ingenieurkammer überarbeitet und 2000 als Wettbewerbsordnung Architektur neu verlautbart wird. Mit der EU-Vergaberichtlinie und dem Bundesvergabegesetz treten ab 2002 neue verbindliche Regeln auf Bundesebene in Kraft. Dem trägt der 2010 erschienene Wettbewerbsstandard Architektur Rechnung.

## Inhalt
Die Wettbewerbsordnung gliedert sich inhaltlich in zwölf Abschnitte. Im ersten Abschnitt werden allgemeine Bestimmungen erläutert. Dazu zählen Begriffsbestimmungen und der Sinn und Zweck der Wettbewerbsordnung. Der zweite Abschnitt erklärt die Teilnahmeberechtigungen und nennt Ausschließungsgründe. Die verschiedenen Arten von Wettbewerben werden im Abschnitt drei aufgeführt. Über die Zusammensetzung und die Aufgaben des Preisgerichtes werden im vierten Abschnitt Aussagen gemacht. Preise und Entgelte für Architekturwettbewerbe werden im Abschnitt fünf genannt. Die Abschnitte sechs und sieben beschreiben die Beauftragung und die Festlegung der Termine. Welche Wettbewerbsunterlagen notwendig sind, wird in Abschnitt acht erklärt.
Der Abschnitt neun geht auf die eigentliche Durchführung des Architektenwettbewerbs ein. Abschnitt zehn legt die Eigentumsverhältnisse der Wettbewerbsunterlagen fest. In den letzten beiden Abschnitten werden Sonderfälle und die Ausgeschlossenheit des ordentlichen Rechtsweges behandelt.